# Henvic
Henvic (bretonisch Henvig) ist eine Gemeinde mit 1195 Einwohnern (Stand 1. Januar 2022) im Département Finistère in der Bretagne in Frankreich.

## Geschichte
Der Name des Ortes lässt sich aus zwei Wurzeln ableiten. Im Keltischen ist hen das Wort für alt. Die zweite Wurzel ist lateinisch vicus bedeutet Dorf. Dies ließ vermuten, dass die Siedlungsgeschichte Henvics bis in die Gallisch-römische Zeit zurückreicht. Die erste urkundliche Erwähnung des Namens als Henguic(k) stammt allerdings erst aus dem Jahr 1440. Im gleichen Zeitraum findet man auch erstmals die aktuelle Form Henvic. Da keine archäologischen Befunde aus früherer Zeit vorliegen, ist trotz des Namens davon auszugehen, dass die Gemeinde eine mittelalterliche Gründung ist.
1991 wurde auf einem Feldweg bei Henvic ein Steinmeteorit vom Typ L5 gefunden. Er hatte ein Gewicht von 19 Gramm.

### Bevölkerungsentwicklung
| Jahr                       | 1962 | 1968 | 1975 | 1982 | 1990 | 1999 | 2010 | 2017 | 2020 |
| Einwohner                  | 1420 | 1216 | 1145 | 1222 | 1265 | 1174 | 1298 | 1351 | 1224 |
| Quellen: Cassini und INSEE |      |      |      |      |      |      |      |      |      |

## Sehenswürdigkeiten
Siehe auch: Liste der Monuments historiques in Henvic
- Die Alte Kirche aus dem 17. Jahrhundert, teilweise auch älter, von der im Wesentlichen der Turm und die Vorhalle erhalten ist – vom eigentlichen Kirchenraum sind nur die Außenmauern erhalten – steht als Monument historique unter Denkmalschutz.

## Persönlichkeiten
- André Pailler (1912–1994), römisch-katholischer Geistlicher, Erzbischof von Rouen